# Schwedische Division 1 (Eishockey) 1948/49
Die Saison 1948/49 war die fünfte Spielzeit der Division 1 als höchster schwedischen Eishockeyspielklasse. Meister wurde Hammarby IF. Leksands IF, Mora IK, Västerås IK und Surahammars IF stiegen in die zweite Liga ab.

## Modus
In der Hauptrunde wurde die Liga in zwei Gruppen (Nord und Süd) eingeteilt. Jede der sechs Mannschaften pro Gruppe absolvierte insgesamt zehn Spiele. Die beiden Gruppensieger trafen im Meisterschaftsfinale aufeinander. Die beiden Letztplatzierten jeder Gruppe stiegen direkt in die zweite Liga ab. Für einen Sieg erhielt jede Mannschaft zwei Punkte, bei einem Unentschieden gab es einen Punkt und bei einer Niederlage null Punkte.

## Hauptrunde

### Gruppe Nord
|    | Klub                 | Sp | S | U | N | T  | GT | Punkte |
| -- | -------------------- | -- | - | - | - | -- | -- | ------ |
| 1. | Gävle GIK            | 10 | 6 | 4 | 0 | 34 | 23 | 16     |
| 2. | Södertälje SK        | 10 | 6 | 2 | 2 | 42 | 23 | 14     |
| 3. | AIK Solna            | 10 | 3 | 4 | 3 | 35 | 27 | 10     |
| 4. | UoIF Matteuspojkarna | 10 | 3 | 2 | 5 | 29 | 43 | 8      |
| 5. | Leksands IF          | 10 | 3 | 1 | 6 | 34 | 44 | 7      |
| 6. | Mora IK              | 10 | 2 | 1 | 7 | 18 | 32 | 5      |

Sp = Spiele, S = Siege, U = Unentschieden, N = Niederlagen

### Gruppe Süd
|    | Klub           | Sp | S | U | N | T  | GT | Punkte |
| -- | -------------- | -- | - | - | - | -- | -- | ------ |
| 1. | Hammarby IF    | 10 | 9 | 0 | 1 | 67 | 27 | 18     |
| 2. | Djurgårdens IF | 10 | 7 | 1 | 2 | 55 | 26 | 15     |
| 3. | Forshaga IF    | 10 | 4 | 2 | 4 | 34 | 33 | 10     |
| 4. | IK Göta        | 10 | 4 | 0 | 6 | 35 | 40 | 8      |
| 5. | Västerås IK    | 10 | 2 | 0 | 8 | 26 | 60 | 4      |
| 6. | Surahammars IF | 10 | 1 | 0 | 9 | 21 | 52 | 2      |

Sp = Spiele, S = Siege, U = Unentschieden, N = Niederlagen

## Meisterschaftsfinale
- Gävle GIK – Hammarby IF 4:2/1:3 (0:3 n. V.)